# Franjo I., kralj Navare
Franjo I. Febus   (na baskijskom: Frantzisko I.a Febus) (8. travnja 1469. u Bearnu — 7. siječnja 1483. u Pau) bio je kralj Navare (1479.-1483.) i grof od  Foixa (1472.). Bio je sin Gastona de Foixa, Princa od Viane i unuk Leonore Navarske, koju je naslijedio.
Tijekom svog kratkog vladanja, bio je pod zaštitom svoje majke, namjesnice Magdalene Valois. Njegovo nasljedstvo je odobrila stranka Agramont, a stranka Beaumont je pala pod utjecaj Ferdinanda Katoličkog koji je počeo graditi politički i vojni pritisak na Kraljevstvo Navaru iz kojeg se izrodilo kasnija invazija 1512. godine.